# Selina Asenjo Fueyo
Selina Asenjo Fueyo (La Felguera, Langreo, Asturias, 6 de julio de 1910 - Buenos Aires, Argentina, 1 de julio de 2006) fue una sindicalista y política española. Vinculada al Partido Socialista Obrero Español y a la Unión General de Trabajadores fue detenida durante la Revolución de octubre de 1934. Se exilió en Francia tras la guerra civil española y constituyó en Orleans las secciones de la UGT y del PSOE de las que fue secretaria. En 1951 se trasladó a Argentina junto a su marido. Falleció en Buenos Aires en 2006.

## Trayectoria
Selina Asenjo Fueyo nació en La Felguera en 1910, en el seno de una familia vinculada a la política. Su padre, Manuel Asenjo Sampedro, fue minero y uno de los fundadores de la Agrupación Socialista de La Felguera. Tuvo cuatro hermanas: Amada, Delfina, Maruja y Libertad. Siendo una adolescente Selina ingresó en la Juventud Socialista de Sama donde manifestó su capacidad oratoria y su activismo. Fue la principal impulsora de la creación de un sindicato para modistas y sastras que cristalizó durante la Segunda República. Se denominó como Sociedad La Aguja de Sama y estaba presidida por su hermana menor, Delfina Asenjo.
Durante la Revolución de Octubre de 1934 fue detenida y enviada a prisión durante quince días. Tras su puesta en libertad mantuvo sus labores propagandísticas participando en reuniones clandestinas. También se encargó, junto a otras mujeres, de apoyar a los presos de la revolución. Selina se casó con Manuel González Peña, natural de Ablaña, en Mieres, que también participó activamente en la Revolución de Octubre. Tras el triunfo del Frente Popular en febrero de 1936, las hermanas Asenjo Fueyo retomaron sus labores sindicales y políticas que desarrollaron también durante la guerra, tras el Golpe de Estado del 18 de julio de 1936. Quince meses después, el 21 de octubre de 1937, con la caída de Asturias, Selina y sus hermanas salen en barco desde Gijón hacia el exilio.
La familia se asentó en Cataluña y a petición del dirigente socialista José Barreiro, conocido como el maestro de Sama, las hermanas se implicaron en la organización de la Agrupación de Socialistas Asturianos (ASA). Selina se encargó además de dirigir un taller de confección, donde también trabajaron sus hermanas.  Se ubicó en el Paseo de Gracia de Barcelona y dio empleo a las hijas y esposas de los muertos, desaparecidos y presos de la guerra.  Se encargó de la confección de uniformes militares además de ropa para hombre y mujer y también prendas infantiles para enviar a los niños y niñas de las colonias de los alrededores de Barcelona. El trabajo en el taller se prolongó hasta el 24 de enero de 1939, cuando Cataluña cae en manos de las tropas franquistas.
Durante su exilio en Francia trabajó en una fábrica de caretas antigás para el ejército alemán y en un taller de costura. Residió en Orleans donde conoció a quien sería su marido, Servilio Flórez. Junto a él participa en la constitución de las secciones locales del sindicato UGT y del PSOE. Fue representante, como delegada suplente, en el III Congreso del PSOE en el exilio celebrado en Toulouse en 1948. En 1951 se trasladó a Argentina. Se estableció en Buenos Aires donde junto a su marido regentó un taller de confección de ropa interior de mujer. Se incorporó a las organizaciones socialistas en el exilio a las que perteneció hasta su fallecimiento en julio de 2006.